# Konrad II. (Münsterschwarzach)
Konrad II. war Abt des Benediktinerklosters in Münsterschwarzach. Er taucht als solcher allerdings lediglich in der Abtsreihe von Heinrich Wagner auf und wird von anderen Darstellungen nur als Eindringling bezeichnet. Die genaue Amtszeit des Abtes ist nicht überliefert, da Konrad II. im Zuge einer Auseinandersetzung mit Konrad I. Zobel Prälat wurde. Eventuell war Konrad II. nur im Jahr 1317 Abt.

## Münsterschwarzach vor Konrad
Für die Ereignisse, die im 13. und zu Beginn des 14. Jahrhunderts die Abtei Münsterschwarzach erschütterten, liegen nur sehr wenige Quellen vor. In diesen Zeugnissen wird von nicht weniger als drei großen Bränden gesprochen, die das Kloster 1228, 1266 und 1282 zerstörten. Erst unter Abt Sifrid kam es zum Wiederaufbau. Er entschuldete die Abtei und begann, die verlorenen Rechte wieder zurückzukaufen.

## Leben
Abt Konrad II. wurde mit Absicht nicht in die Abtsreihe des sogenannten „Chronicons“ aufgenommen. Er galt als „intrusus“, als Eindringling, der sich die Macht im Kloster erschleichen wollte, um sich eine jährliche Pension zu sichern. Er beeinflusste Abt Konrad I. Zobel als Kaplan und ließ den Prälaten viele Schulden machen. Später gelang es ihm sogar den Abt Konrad I. zur Resignation zu zwingen. Als dieser jedoch, befeuert durch den Konvent, zurückkehrte, kam es zur offenen Auseinandersetzung. Konrad II. starb an einem unbekannten Datum.